# قيصر (فلم إيراني)
قيصر هو فيلم إيراني، إنتاج عام 1969، من إخراج مسعود كيميايي. لعب هذا الفيلم دورًا مهمًا في خلق موجة جديدة في السينما الإيرانية  

## روابط خارجية
- مقالات تستعمل روابط فنية بلا صلة مع ويكي بيانات
- Gheisar on IMDb